# 吉本ばかな
『吉本ばかな』（よしもとばかな）は、日本テレビ制作のバラエティ番組である。制作局の日本テレビでは1998年10月7日から2001年3月28日まで毎週水曜日1:45 - 2:15 (JST) に放送。
吉本興業の当時の若手芸人のユニットnewsは本番組によって結成された。

## 概要
1998年10月の放送開始当初から1999年3月までは、世の中の「おませさん」という訳ありの人物から様々なことをnewsメンバーが学ぶ「おませさんのコーナー」が主な企画として放送されていたが、1999年4月のライセンス加入後は基本的に当時若手芸人だったnewsメンバー4組が様々なチャレンジ企画で体を張るバラエティ番組に放送内容が変更された。
それに伴い放送内容も過激になり「尻に画鋲を張り尻相撲をする」「コワモテの人の前でネタをやる」「町を歩くコギャルの顔を洗う」「廃病院に一泊二日の宿泊をする」など現在では再放送や映像ソフト化が難しい企画が放送されたり、また食べ物を粗末に扱う場面や出演者が全裸になる場面が多いなど視聴者から苦情が寄せられた。
番組は当初関東ローカルで放送されたが、newsのメンバーの大半が地方出身者のため、札幌テレビや読売テレビなどの日本テレビ系列局でも遅れネットで放送された。
本番組の放送末期に行われた「『ダウンタウンのガキの使いやあらへんで!!』レギュラー争奪戦」で、山崎邦正からの指名によってライセンスが優勝、これを契機にライセンスは『ガキの使い』の前説および準レギュラーを務めるようになった。
2001年3月の放送終了後、番組は『正義の味方』にリニューアルされ、ガレッジセールとシャンプーハットが出演、2001年4月から同年9月まで放送された。

## 出演者
newsメンバー
- アップダウン（竹森巧、阿部浩貴）
- なかよし（坂本大輔、熊本浩武）（news脱退により1999年3月まで出演。）
- ライセンス（井本貴史、藤原一裕）（1999年4月にnewsに正式加入したため出演。）
- シャンプーハット（小出水直樹、宮田てつじ）
- ガレッジセール（川田広樹、ゴリ）

歴代ばかなガール
- 山口もえ（初代ばかなガール、1999年4月 - 2000年3月）
- 眞鍋かをり（2代目ばかなガール、2000年4月 - 2000年9月）
- 堀越のり（3代目ばかなガール、2000年10月 - 番組終了まで）

## スタッフ
- 構成：海老克哉、たちばなひとなり、塩野智章、山谷隆、浅田聖林
- 美術：日本テレビアート
- 美術プロデューサー：小野寺一幸
- 美術進行：本田恵子
- 技術協力：八峯テレビ
- CA：浜島一雄
- VE：渋谷岳彦
- AUD：藤田勝己
- ナレーター：伊倉一恵
- 音効：江藤純
- TK：櫛山照美
- 広報：大関雅人
- デスク：呉羽あゆみ
- 制作協力：吉本興業、THE WORKS
- 演出補：山中豪、星月恵美、飯田裕邦
- 演出：小澤龍太郎
- プロデューサー：菅賢治、新田敦生、奥谷達夫
- チーフプロデューサー：桜田和之
- 制作著作：日本テレビ

## 放送局
- 日本テレビ（制作局）：金曜 1:40 - 2:10（木曜深夜）
- テレビ金沢：金曜 1:40 - 2:10（木曜深夜）[1]